# IFAF Américas
IFAF Américas (inglés: IFAF Americas) es la federación de fútbol americano rectora de este deporte en todo el continente americano y es la representante continental ante la Federación Internacional de Fútbol Americano (IFAF). Se encarga de la clasificación de los equipos de América del Norte, América Central y América del Sur para asistir a la Copa Mundial de Fútbol Americano.

## Historia
El 30 de enero de 2007 se creó la Federación Panamericana de Fútbol Americano (inglés: Pan American Federation of American Football; PAFAF) en una reunión realizada en Miami entre los representantes de organizaciones de fútbol americano de Estados Unidos, Canadá, México, Guatemala, Panamá, Argentina y Uruguay. En 2012, la PAFAF fue reemplazada por IFAF Américas.

## Miembros
| País                 | Organización                                                                                      |
| -------------------- | ------------------------------------------------------------------------------------------------- |
| Argentina            | Football Americano Argentina (FAA)                                                                |
| Bahamas              | Bahamas American Football Federation (BAFF)                                                       |
| Brasil               | Confederação Brasileira de Futebol Americano (CBFA)                                               |
| Canadá               | Football Canada                                                                                   |
| Chile                | Federación Deportiva Nacional Chilena de Fútbol Americano (FNDFA) www.fndfa.cl @federacionfachile |
| Colombia             | Federación Colombiana de Fútbol Americano (FECOFA)                                                |
| Costa Rica           | Costa Rica Football League (CRFL)                                                                 |
| El Salvador          | Asociación Salvadoreña de Fútbol Americano Intramuros (SAAIF)                                     |
| Estados Unidos       | USA Football                                                                                      |
| Guatemala            | Asociación Guatemalteca de Fútbol Americano (AGFA)                                                |
| Honduras             | Federación Nacional de Football Americano de Honduras (FENAFAH)                                   |
| Islas Caimán         | Cayman Islands Flag Football Association (CIFFA)                                                  |
| México               | Federación Mexicana de Fútbol Americano (FMFA)                                                    |
| Nicaragua            | Organización Nicaragüense de Football Americano (ONFA)                                            |
| Panamá               | Asociación de Fútbol Americano de Panamá (AFAP)                                                   |
| Perú                 | Federación Deportiva Peruana de Fútbol Americano                                                  |
| República Dominicana | Federación Dominicana de Football Americano (FEDOFA)                                              |
| Uruguay              | Liga Uruguaya de Football Americano (LUFA)                                                        |
| Venezuela            | Asociación Venezolana de Flag Football (AVFF)                                                     |

## Ligas
| Liga  | Campeón vigente        | Temporada más reciente |
| ----- | ---------------------- | ---------------------- |
| NFL   | Philadelphia Eagles    | 2024                   |
| CFL   | Toronto Argonauts      | 2024                   |
| LFA   | Caudillos de Chihuahua | 2024                   |
| LBFA  | Joao Pessoa Espectros  | 2019                   |
| LCFA  | Lobos Medellín         | 2023                   |
| LUFA  | Barbarians             | 2019                   |
| FAA   | Jabalíes               | 2019                   |
| LIGFA | Búhos                  | 2024                   |
| CRFL  | Toros                  | 2024                   |